# Perissodus eccentricus
Perissodus eccentricus är en fiskart som beskrevs av Liem och Stewart, 1976. Perissodus eccentricus ingår i släktet Perissodus och familjen Cichlidae. IUCN kategoriserar arten globalt som otillräckligt studerad. Inga underarter finns listade i Catalogue of Life.